# Paweł Moskwa
Paweł Moskwa, (ur. 5 grudnia 1910 w Zurychu, zm. 2 marca 1987 w Londynie) – polski poeta, rysownik, dziennikarz i wojskowy, lotnik obserwator, major Polskich Sił Powietrznych w Wielkiej Brytanii. 

## Życiorys
Urodził się 5 grudnia 1909 r. w Zurychu. Jesienią 1929 r. rozpoczął naukę w Szkole Podchorążych Rezerwy Lotnictwa w Dęblinie. Służbę wojskową rozpoczął jako rekrut w kompanii CKM w Zambrowie. W 1932 ukończył szkołę wojskową w stopniu kaprala podchorążego o specjalności obserwatora lotnictwa (odznaka obserwatora nr 905), następnie awansowany został na stopień podporucznika. Po zakończeniu służby wojskowej został przeniesiony z rezerwy, otrzymał przydział do 1 Pułku Lotniczego w Warszawie. W cywilu rozpoczął studia w Akademii Sztuk Pięknych w Warszawie. W sierpniu 1939 r.  otrzymał kartę mobilizacyjną został skierowany do Eskadry Sztabowej dowodzonej przez kpt. Henryka Wirszyłło. W czasie kampanii wrześniowej jako lotnik obserwator wykonywał loty rozpoznawcze i loty z rozkazami. 8 września 1939 r. na RWD-14 dostarczył rozkazy Naczelnego Wodza dla dowództwa otoczonej Warszawy. 13 września wykonywał loty z dowódcą Wirszyłło w celu rozpoznania kolumny pancernej niemieckiej w rej. Chełma, Brześcia n/Bugiem. Według opinii dowódcy Eskadry Sztabowej był jednym z 12 lotników którzy wyróżnili się w czasie lotów bojowych. 17 września 1939 r. przekroczył granicę rumuńską. Przedostał się do Francji, a po jej upadku do Wielkiej Brytanii. Po przeszkoleniu otrzymał przydział bojowy do 300 Dywizjonu Bombowego. Po wykonaniu pełnej tury lotów bojowych odszedł na kurs pilotażu w Newton. Po ukończonym kursie pełnił służbę w szkole dla nawigatorów lotniczych.
Na emigracji był członkiem Związku Pisarzy Polskich. Zmarł 2 marca 1987r. w Londynie, pochowany tamże na cmentarzu St. Mary Roman Catholic
Cemetery (Kensal Green).

## Twórczość
Paweł Moskwa jest autorem felietonów, artykułów o tematyce lotniczej  w  czasopismach lotniczych: „Młody Lotnik", Skrzydlata Polska, Skrzydła. Podczas pobytu w Anglii pisał utwory poetyckie, które cieszyły się ogromną popularnością wśród polskich lotników w czasie wojny. W 1988r. był przewodniczącym Komitetu Redakcyjnego który wydał w Londynie „Antologię Poezji i Prozy Lotniczej”.
- Powrót (1945)
- Air Mail (1947) -Polska Walcząca Nr.48/1945 Londyn
- Sekundy i wieki - Londyn, (1972) wyd. Polska Fundacja Kulturalna
- Czterowiersze dywizjonowe - Skrzydła, Londyn (1976)[5]
- Antologia poezji i prozy lotniczej -  (1987)[a].

## Ordery i odznaczenia
- Krzyż Srebrny Orderu Virtuti Militari (nr 9696)
- Krzyż Walecznych (czterokrotnie)
- Złoty Krzyż Zasługi
- Medal Lotniczy (trzykrotnie)